# Hugo Aparecido Matos
Hugo Aparecido Matos de Oliveira (28 de mayo de 1965) es un futbolista brasilero. 
Ha vestido las camisetas de diversos clubs, entre los que se encuentran los Tigres de la UANL, los Leones Negros de la Universidad de Guadalajara, los Tecos de la UAG correcaminos de la UAT y el Atlético Yucatán

## Clubes
- Leones Negros de la Universidad de Guadalajara (1990 - 1993)
- Tigres de la UANL (1993 - 1994)
- Tecos de la UAG (1994 - 1995)
- Atlético Yucatán (1995 - 1997)